# Edoardo Severgnini
Edoardo Severgninin, né le 13 mai 1904 à Milan et mort le 6 février 1969 dans cette même ville, est un coureur cycliste italien qui a participé à l'épreuve de sprint aux Jeux olympiques d'été de 1928 , professionnel de 1929 à 1939,  il a été deux fois médaillé de bronze aux championnats du monde.

## Palmarès sur piste

### Championnats du monde
- Leipzig 1934
  -  Médaillé de bronze de demi-fond professionnels
- Amsterdam 1938
  -  Médaillé de bronze de demi-fond professionnels

### Championnats nationaux
- Champion d'Italie de vitesse amateur en 1927 et 1928.
- Champion d'Italie de demi-fond professionnels en 1934, 1936, 1937, 1938 et 1939.

### Six jours
- Six Jours de Philadelphie : vainqueur avec Willie Grimm
- Six Jours de Boston : 2e en 1933 avec Willie Grimm
- Six Jours de Chicago : 2e en 1934 avec Tino Reboli

### Autres
- Roue d'Or de Buffalo : 1935